# 石川悦子
石川 悦子（いしかわ えつこ、1965年5月22日 - ）は、日本の女優、声優である。東京都出身。テアトル・エコー所属。

## 出演

### テレビアニメ
1989年
- らんま1/2 熱闘編

1992年
- 風の中の少女 金髪のジェニー（クリス）

1993年
- 熱血最強ゴウザウラー（洋二の姉）
- 勇者特急マイトガイン（レポーター）

1994年
- 勇者警察ジェイデッカー（1994年 - 1995年、岩木レイコ、尾上せいあ）

1995年
- スレイヤーズ（エリシエル＝ヴルムグン）

2012年
- うさぎのモフィ（お月さま）

### OVA
- ワイルド7（1994年、沢口藤菜）

### ゲーム
1989年
- コブラ 黒竜王の伝説（レディ）

1991年
- コブラII 伝説の男（レディ）

1994年
- EMIT（小沢洋子）

1998年
- ずっといっしょ（今井沙也加）

2000年
- ブレイブサーガ2（尾上せいあ）

2003年
- 白中探険部（賀茂理奈）

2005年
- うるるんクエスト恋遊記（落霞）
- 新世紀勇者大戦

### ドラマCD
- 勇者警察ジェイデッカー CDミステリー劇場 「謎の招待状〜今、真実が明かされる時〜」（尾上せいあ）

### 吹き替え
- エグゼクティブ・デシジョン
- グッドフェローズ
- ジーア/悲劇のスーパーモデル（リンダ）
- スウィート・ノベンバー
- スター・ウォーズ エピソード5/帝国の逆襲（トリン・ファー中佐〈ブリジット・カン〉）※テレビ朝日版
- スタートレックVI 未知の世界
- 天使にラブ・ソングを…（メアリー・ロバート）※ソフト版
- 天使にラブ・ソングを2（メアリー・ロバート）※ソフト版
- 鉄ワン・アンダードッグ
- トイ・ストーリー（ミセス・フィリップス）
- トイ・ストーリー2（女の子）
- ビッグ・ビジネス（ヒルダ）
- ファウスト
- プライベート・プラクティス5（ローズ）
- ボーン・イエスタディ
- マペットのクリスマス・キャロル（ベル〈メレディス・ブローン〉）
- メイド・イン・アメリカ（ゾーラ・マシューズ〈ニア・ロング〉）
- ラスト・マップ/真実を探して（カトリーナ）
- リーサル・ウェポン2/炎の約束（リカ）
- ルーキー（サラ）

### ナレーション
- NHK高校講座